# Jan Van Droogenbroeck
Jan Amandus Van Droogenbroeck (Sint-Amands, 17 januari 1835 – Schaarbeek, 27 mei 1902) was een Vlaams dichter en prozaschrijver, leerling van Jan Van Beers en volgeling van Dautzenberg. Hij schreef ook onder het pseudoniem Jan Ferguut.
Van Droogenbroeck was eveneens onderwijzer, muziekleraar en rijksambtenaar.
In 1866 gaf hij onder het pseudoniem Jan Ferguut Makamen en Ghazelen uit. Een makame betekende oorspronkelijk in het Arabisch, een plaats waar men tezamen komt om te vertellen; daarvan afgeleid, een berijmd prozagesprek afgewisseld met versjes. Een ghazele is een Perzische dichtvorm, bestaande uit tweeregelige strophen. Ze zijn van lyrische aard, veelal aan wijn en liefde gewijd. Het is merkwaardig dat de auteur via zijn pseudoniem en deze Arabisch-Perzische dichtvormen ook op respect voor het Diets, zijne edele moedertaal en den ouden kunstroem, aandrong:
...want ik bemin het Dietsch om zijn waardigheid;
Dietsch te spreken met vaardigheid
en aardigheid is mijne eenigste hoovaardigheid;
Mijn vriend is hij die het recht spreekt;
mijn vijand, die het slecht spreekt...
De bundel Spreuken en Sproken (1891) bevat oosterse wijsheden en beeldrijke verhalen. Hij schreef ook enkele zangstukken: Torquato Tasso's dood (1873), Camõens (1879) en De morgen (1887).
Zijn gedichten zijn sterk technisch. Over dichtkunst publiceerde hij: Friedrich Rückert, eene letterkundige levensschets (1882); Over de toepassing van het Grieksch en Latijnsch metrum op de Nederlandsche poëzij (1886). Hij schreef ook het Algemeen Nederlandsch rijmwoordenboek (1883).
Onder eigen naam verschenen de kindergedichten Dit zijn zonnestralen (1873). Deze waren bijzonder populair in het lager onderwijs in België.
Te Schaarbeek, en in zijn geboortedorp Sint-Amands, werd een straat naar hem genoemd.